# Georg Hamburger
Georg Hamburger (* 5. Mai 1941 in Vemend, Ungarn; † 25. März 2024 in Werdau) war ein deutscher Politiker (CDU). Er war von 1999 bis 2009 Mitglied des Sächsischen Landtags.

## Leben
Nach seinem Abitur 1959 in Werdau machte er eine Lehre zum Werkzeugmacher, blieb zunächst in diesen Beruf und wechselte später in den Rohrleitungsbau. Im Rohrleitungsbau Werdau war er in verschiedenen Funktionen bis 1987 tätig. Er schloss als Ingenieur des Allgemeinen Maschinenbaus 1967 und als Schweißfachingenieur 1982 ab. Von 1987 bis 1990 war Hamburger Konstruktionsleiter in Neukirchen.
Georg Hamburger war römisch-katholisch, verheiratet und hatte vier Kinder.
Er starb Ende März 2024 im Alter von 82 Jahren.

## Politik
Hamburger wurde 1959 Mitglied der DDR-Blockpartei CDU, die nach der Wende in der gesamtdeutschen CDU aufging. Er war von 1990 bis 1994 Kreisvorsitzender, zunächst der CDU Werdau, danach von Zwickau-Werdau. In den Jahren 1993 bis 1995 gehörte er dem Landesvorstand an, ab 1994 war er Mitglied im Kreisvorstand.
Von 1990 bis 1994 war er Landrat des Landkreises Werdau, vor der Kreisreform und von 1994 bis 2001 Geschäftsführendes Präsidialmitglied im Sächsischen Landkreistag, seit 1999 war er für den Wahlkreis Zwickauer Land 2 Abgeordneter im Sächsischen Landtag. Dort fungierte er als Bau-, Wohnungs- und Verkehrspolitischer Sprecher seiner Fraktion. In der 4. Wahlperiode (2004–2009) war Hamburger Mitglied im Innenausschuss sowie im 1. und 2. Untersuchungsausschuss der 4. Wahlperiode. Nach der Landtagswahl 2009 schied er aus dem Parlament aus.

## Ehrungen
Georg Hamburger war seit 2011 Ehrenbürger der Stadt Werdau.